# سفيان بن عيينة
أَبُو مُحَمَّد سُفْيَانُ بۡنُ عُيَيْنَةَ بۡنِ أَبِي عِمْرَانَ مَيْمُونَ ٱلۡهِلَالِيّ (107هـ - 198هـ ق. 725م - 814م)، هو محدث من تابعي التابعين. ولد ونشأ بالكوفة وسكن مكة وتوفي بها. طلب الحديث وهو غلام وسمَّع في سنة 119 هـ وبعدها: علقمة بن مرثد ويعلى بن عطاء ووقدان أبي يعفور العبدي وشبيب بن غرقدة البارقي ويحيى بن دينار وأبا إسحاق السبيعي وعاصم بن أبي النجود وغيرهم. له من الشيوخ الكثير وجُلُّهم من التابعين، فلا يكون بينه وبين الصحابي سوى شخص واحد ولا بينه وبين محمد ﷺ إلا شخصان؛ تابعي وصحابي.
لقي كبار السَّلف وأخذ عنهم عِلمًا جمًّا، وكان حافظًا ثقةً، واسعَ العلم كبيرَ القدر. عَمَّر دهرًا وانتهى إليه علوُّ الإسناد. عاش في القرن الثاني الهجري، فلم يكُن يَتَّبع فقه أحد، بل كان صاحب مذهب مُستقلٍّ، فهو من أئمة الفقه والحديث البارزين، كان مُضاهيًا للإمام مالك، إذ قال عنه الشافعي: «مالك وسفيان بن عيينة القرينان، يعني في الأثر». لكن فقهه كان قليلاً وذلك لتجنُّبه الفتوى ورعًا.
اقتصرت أقواله وآراؤه على أحكام العبادات والمعاملات والأحوال الشخصية، ومسألتين؛ إحداهما في الأطعمة (جواز أكل لحم الثعلب)، والأخرى في الجنايات (قبول شهادة المحدود حد القذف بعد توبته)، وقد اشتركت كتب المذاهب الفقهية الأربعة في نقل أقواله، ولا سيما كتابا المجموع والمغني.

## نسبه وأسرته

### نسبه
سُفْيَانُ بنُ عُيَيْنَةَ بنِ أبي عِمرانَ مَيمونَ الهِلاليّ الكوفيّ ثم المكّيّ، مَولى مُحَمَّدٍ بنِ مُزاحِم، وقِيل هو مَولى عبد الله بن رُوَيبة من بني هِلال بنِ عامرٍ بنِ صَعْصَعَة، رهطِ ميمونة زوج النبي ﷺ. كنيته أبو محمد، ولُقِّب بشيخ الإسلام وشيخ الحجاز.

### أسرته
والده عُيَيْنَة يُكنَّى أبا عِمران، وكان من عُمَّال خالد بن عبد الله القَسْري، فلما عُزِل عن العراق وولي يوسف بن عمر الثقفي طلب عمال خالد فهربوا منه، فلحق عُيَينة بمكة فنزلها. وقيل إن جَدَّه ميمون هو المُكنَّى بأبي عِمران وهو الذي كان من عُمَّال خالد في العراق، ثم هرب فنزل مكة. وفي رواية لسفيان قال: «كان أبي صيرفيًّا بالكوفة فركِبه دَين فحملنا إلى مكة». كان له تسعة إخوة، لم يروِ الحديث منهم إلا أربعة: عمران (صدوق له أوهام) وإبراهيم (صدوق يهِم) وآدم (لا يُحتجّ به) ومحمد (صدوق له أوهام). ولم يُعلم أنه تزوَّج قطّ، ولم يُعلم له ولد، «قيل له: ألا تتزوج؟ قال: أتزوج امرأةً تموتُ؟».

## طلبه للعلم
يُعَدُّ سفيان بن عُيَيْنَة من تابعي التابعين من الطبقة الخامسة من أهل مكة. وُلِدَ بمدينة الكوفة سنة 107 هجرية، ليلة النصف من شعبان. حفظ القرآن وهو ابن أربع سنين، وكتب الحديث وهو ابن سبعٍ، ولَقِيَ الكبار من التابعين، وحمل عنهم عِلمًا جمًّا، وأتقن، وجوَّد وجمع وصنَّف، وعَّمر دهرًا، وازدحمَ الخلق عليه، وانتهى إليه علوُّ الإسناد، ورُحل إليه من البلاد، وأَلحَقَ الأحفاد بالأجداد، وكُتِب عنه الحديث سنة اثنتين وأربعين وهو ابن خمسٍ وثلاثين سنة، وكان حديثه نحو سبعة آلاف حديث. حجَّ به والده 27 حجة أوّلها وهو في السادسة من عمره، قال في ذلك أبو داود: «حج به أبوه سبعا وعشرين حجة، حج به وله ست سنين إلى أن بلغ نيفا وثلاثين سنة». وأخبر سفيان عن نفسه في آخر سنة حجٍّ له، قائلاً: «هذه توفي لي سبعين وقفة بعرفة»؛ أي أنّه أتمَّ 70 حَجَّة، وفي رواية أخرى قال: «ثمانين موقفًا».
طلب العلم في سِنٍّ مُبكِّرة، حيث سمَّع في سنة 119 هجريّة، و120 هجريّة وبعد ذلك. قال عن نفسه: «أول من جالست من الناس عبد الكريم أبو أمية، جالسته وأنا ابن خمس عشرة سنة». وقال: «جالست عبد الكريم الجزري سنين، وكان يقول لأهل بلده انظروا إلى هذا الغلام يسألني، وأنتم لا تسألونني». أقام بمكة وعمره 15 سنة، منذ 122 هـ حتى 126 هـ، ثم خرج إلى الكوفة. لقي الزهري وهو ابن 16 سنة وشهرين ونصف، وقال عنه الزهري: «ما رأيت طالبًا لهذا الأمر أصغر منه». إلا أنه لم يعتن بالفقه والاجتهاد كالإمام مالك الذي قصد بلادا كثيرة للفتوى، فلقد توفَّرت في سفيان آلة الفتوى كاملة، غير أنه كان يكف عنها ورعًا، إذ قال عنه الشافعي: «ما رأيت أحدا فيه من آلة الفتيا ما في سفيان، وما رأيت أكف عن الفتيا منه». لذلك لا يوجد له كتبٌ في الفتوى والاجتهاد ولم يُدَوِّن فقهَه أحدٌ من تلاميذه، غير بعض من الآراء الفقهية المنتشرة في بطون الكتب. قال علي بن المديني: «كان سفيان إذا سئل عن شيء يقول: لا أُحسن؛ فيقول: من يُسأل؟ فيقول: سل العلماء، وسل الله التوفيق».

## عصره

### الحياة السياسية

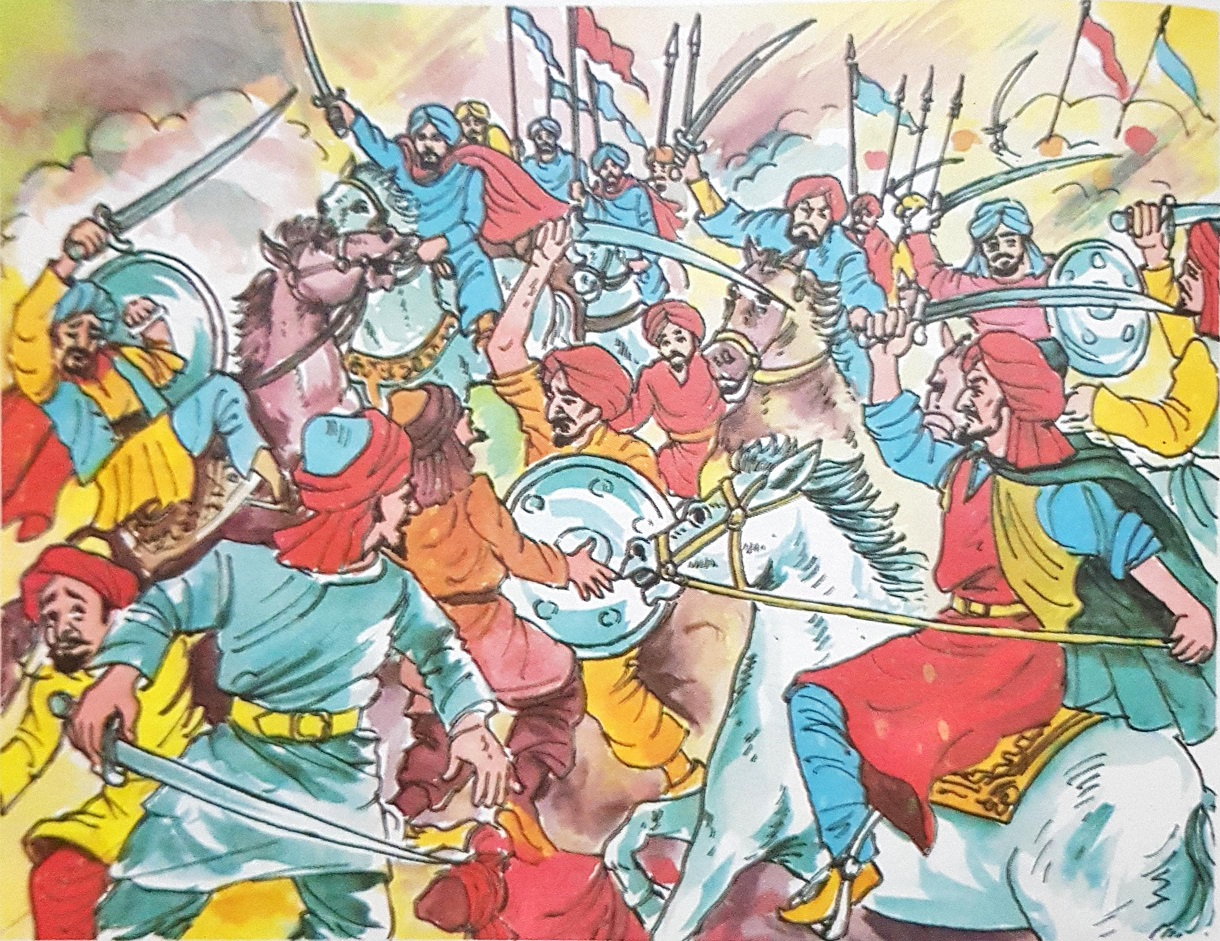
رسم تخيُّلي لمعركة الزاب بين الأمويّين والعبّاسيّين.

عاش سفيان بن عُيَيْنَة القرن الثاني للهجرة، إلا تسع سنين منه، حيث وُلد في عام 107 هجريّة؛ وذلك في خلافة هشام بن عبد الملك الأموي، وتوفي في عام 198 هجريّة؛ وهي السنة التي توفي فيها الأمين بن الرشيد العباسي. أي أنه عاصر الحكم الأموي والحكم العباسي إلى الأمين، وشهد الضُّعف السياسي في آخر الحكم الأموي، كما شهد قوة الحكم العباسي. والخلفاء الأمَوِيُّون الذين عاصرهم ابن عُيَيْنَة هم على التوالي: هشام بن عبد الملك (المدة ما بين 105—125 هـ)، الوليد بن يزيد بن عبد الملك، ثم يزيد بن الوليد بن عبد الملك، ثم إبراهيم بن الوليد بن عبد الملك، ثم مروان بن محمد (كلهم في الزمن ما بين 125—132 هـ). وكانت الدولة الأمويّة بعد عهد هشام بن عبد الملك أخذت في الضُّعف والانقسام، وظلت أحوالُها مُدَّة 7 سنواتٍ في عهد الخلفاء من بعده، تسير من سيءٍ إلى أسوأ، حتى انتهت بسقوط الخلافة الأموية عام 132 هجريّة بيد العباسيين في معركة الزاب. والخلفاء العباسيون الذين عاصرهم سفيان بن عُيَيْنَة هم على التوالي: أبو العباس عبد الله السفاح (132—136 هـ)، أبو جعفر عبد الله المنصور (136—158 هـ)، أبو عبد الله محمد المهدي (158—169 هـ)، أبو محمد موسى الهادي (169—170 هـ)، أبو جعفر هارون الرشيد (170—193 هـ)، وأبو موسى محمد الأمين (193—198 هـ).

### الحياة العلمية
شهِدَ العصر الذي عاشه سفيان بن عُيَيْنَة انتشارًا كبيرًا للعلوم الشرعيَّة، فقد نَشِطَ فيه المُحَدِّثون والفقهاء، وظهر فيه المذهب الحنفي، والمذهب المالكي، والمذهب الشافعي القديم. فكان مرجع الناس في ذلك العصر لسلوكياتهم ومعاملاتهم هو الكتاب والسنة وبعض اجتهادات الصحابة والتابعين، دون التعصّب المذهبي الذي ظهر في بداية القرن الثالث للهجرة، وكان في هذا العصر مجتهدون كثيرون؛ كالأوزاعي، والليث، والثَّوْري، وداود، وغيرهم. كما ظهر مُجتهدون مَذهبيون؛ كأبي يوسف ومحمد بن الحسن الذين خالفا المذهب الحنفي، والشافعي الذي خالف المذهب المالكي وأصبح له مذهبه المُستقل. كما ظهرت في هذا العصر عِدَّة فِرق أبرزها: المعتزلة، والجهمية، والرافضة، والمُرجئة. وظهر فنّ التصوّف في آخر فترة منه، حيث باتَ له أصولٌ وقواعدٌ وتعريفاتٌ. كما بدأت الترجمة في عهد الرشيد، فكانت تُتَرجم الكتب اليونانية من السريانية إلى اللغة العربية، التي بلغت في قواعدها وأصولها الذروة على يد أبي عمرو بن العلاء (توفي سنة 154 هـ)، ثم الخليل بن أحمد (توفي سنة 170 هـ)، ثم عمرو بن عثمان المُلقَّب بسيبويه (توفي سنة 180 هـ)، وهو إمام النحاة، وأول من بسَّط علم النحو.

### الحياة الاجتماعية
تكوَّن المُجتمع في تلك الفترة من عنصرين أساسيين هما:
1. العرب المسلمون: كان جلّ اعتماد الخلفاء الأمويين في إدارة شؤون البلاد على العرب.[48][49] ولقد شهد العصر الأموي -لا سيما في أواخره- صراعًا بين العرب بعضهم البعض، مما كان له أسوأ الأثر في الدولة الأموية، وكان من أهم أسباب تدهورها وسقوطها عام 132 هـ.[50]
2. المَوَالي: ممن اعتنق الإسلام من غير العرب (الفرس، الروم، الترك، البربر...). كان لهم أثر بارز في جوانبها المختلفة، كما ساهموا في نشر الدعوة الإسلامية، فقد قاموا بأعمال الفتوحات الواسعة كقادة جيوش، كما قاموا بأعمال التنظيم الإداري كالقيام على أمر الدواوين وتعريبها، وبرزوا أيضا كعلماء فاقوا العرب في مجالات عديدة.[51] وينقسم الموالي إلى ثلاث فئات:[52] الأولى، موالي للعرب، إما أُعتقوا، أو عقدوا حِلفًا مع بعض القبائل العربية ذات النفوذ السياسي.[53] الثانية، هم العلماء الذين انخرطوا في طلب العلم، فحفظوا التراث الفقهي، والأدبي، والحديثي، وكل فروع العلم للإسلام.[53]  الثالثة، هم عامة الموالي، وهؤلاء تحولوا إلى الإسلام دون أن يعقدوا مع إحدى القبائل العربية عقد موالاة، فبقي ولاؤهم للأمة المُسلِمة كلّها.[54] وقد كان سفيان بن عُيَيْنَة ينتمي إلى الفئة الثانية من الموالي، فئة العلماء، حيث كان إمامًا فقيهًا حافظًا.

إضافة إلى أهل الذمة، وهم أهل الكتاب من اليهود والنصارى ومن في حكمهم من غير المسلمين، الذين عاشوا في الدولة الإسلامية، مقابل دفع قدرٍ من المال، يسمى الجِزية.

## عقيدته
ذكر اللالكائي في كتابه شرح أصول اعتقاد أهل السنة والجماعة اعتقاد سفيان بن عُيَيْنَة، قال: قال بكر بن الفرج أبو العلاء: «سمعت سفيان بن عيينة يقول: السُّنَّة عشرة، فمن كن فيه فقد استكمل السنة، ومن ترك منها شيئا فقد ترك السنة: إثبات القدر، وتقديم أبي بكر وعمر، والحوض، والشفاعة، والميزان، والصراط، والإيمان قول وعمل، والقرآن كلام الله، وعذاب القبر، والبعث يوم القيامة، ولا تقطعوا بالشهادة على مسلم».

### الإيمان يزيد وينقص
- قال إبراهيم بن سعيد الجوهري: «سمعت ابن عيينة يقول: الإيمان قول وعمل، يزيد وينقص».[42]
- قال إبراهيم بن سعيد: «سمعت سفيان بن عيينة، يقول: "الإيمان قول وعمل، فقيل له: يزيد وينقص؟ فقال: نعم، حتى لا يبقى مثل هذا، ورفع شيئا من الأرض وقرأ ﴿ فَزَادَتْهُمْ إِيمَانًا﴾ [التوبة:124]"».[57]
- قال عمرو بن عثمان الرقي الكلابي: «كنت عند سفيان بن عيينة، فجاءه رجل فقال: يا أبا محمد، ما تقول: الإيمان يزيد وينقص؟ قال: يزيد ما شاء الله، وينقص حتى لا يبقى معك منه شيء، وعقد بثلاثة أصابع، وحلق بالإبهام والسبابة...».[58]

### رؤية الله في الآخرة
- قال الحميدي: «قيل لسفيان ابن عيينة: إن بشرا المريسي يقول: إن الله لا يُرَى يوم القيامة. فقال: قاتل الله الدويبة، ألم تسمع إلى قوله تعالى: ﴿كَلَّا إِنَّهُمْ عَنْ رَبِّهِمْ يَوْمَئِذٍ لَمَحْجُوبُونَ ۝١٥﴾ [المطففين:15]، فإذا احتجب عن الأولياء والأعداء، فأي فضل للأولياء على الأعداء».[59]

### القرآن كلام الله
- قال أبو بكر عبد الرحمن بن عفان: «سمعت ابن عيينة في السنة التي أخذوا فيها بشرا المريسي بمنى، فقام سفيان في المجلس مغضبا، فقال: لقد تكلموا في القدر والاعتزال، وأمرنا باجتناب القوم، رأينا علماءنا، هذا عمرو بن دينار، وهذا محمد بن المنكدر -حتى ذكر أيوب بن موسى والأعمش ومسعرا- ما يعرفونه إلا كلام الله، ولا نعرفه إلا كلام الله، فمن قال غير ذا، فعليه لعنة الله مرتين، فما أشبه هذا بكلام النصارى، فلا تجالسوهم».[59]
- قال محمد بن منصور الجواز: «رأيت سفيان بن عينة سأله رجل: ما تقول في القرآن؟ قال: كلام الله، منه خرج، وإليه يعود».[60]

### مذهبه في المتشابه من الآيات والأحاديث
- قال أحمد بن نصر: «سألت ابن عيينة، وجعلت ألح عليه، فقال: دعني أتنفس. فقلت: كيف حديث عبد الله عن النبي ﷺ: "إن الله يحمل السماوات على إصبع". وحديث: "إن قلوب العباد بين أصبعين من أصابع الرحمن". وحديث: "إن الله يعجب -أو يضحك- ممن يذكره في الأسواق". فقال سفيان: هي كما جاءت، نقر بها، ونحدث بها بلا كيف».[61]

## أشعاره
كان سفيان أديباً وشاعراً فصيحاً بالإضافة إلى معرفته للعلوم الشرعية الإسلامية، ولا يزال شعره متداولاً حتى الآن، وصارت بعض أبياته أمثالاً يتداولها الناس في حياتهم اليومية.
ومن قصائده المشهورة:
ذُكِر عنده دهاء الفضل بن الربيع وزير هارون الرشيد، فأنشدَ يقول:
أتاه رجلٌ خراساني في مجلسه فرمى إليه بدرهمين؛ فقال: حدثني بهما. فهمَّ أصحاب الحديث؛ فقال: دعوه. ثم نكص وبكى، ثم قال:

## شيوخه

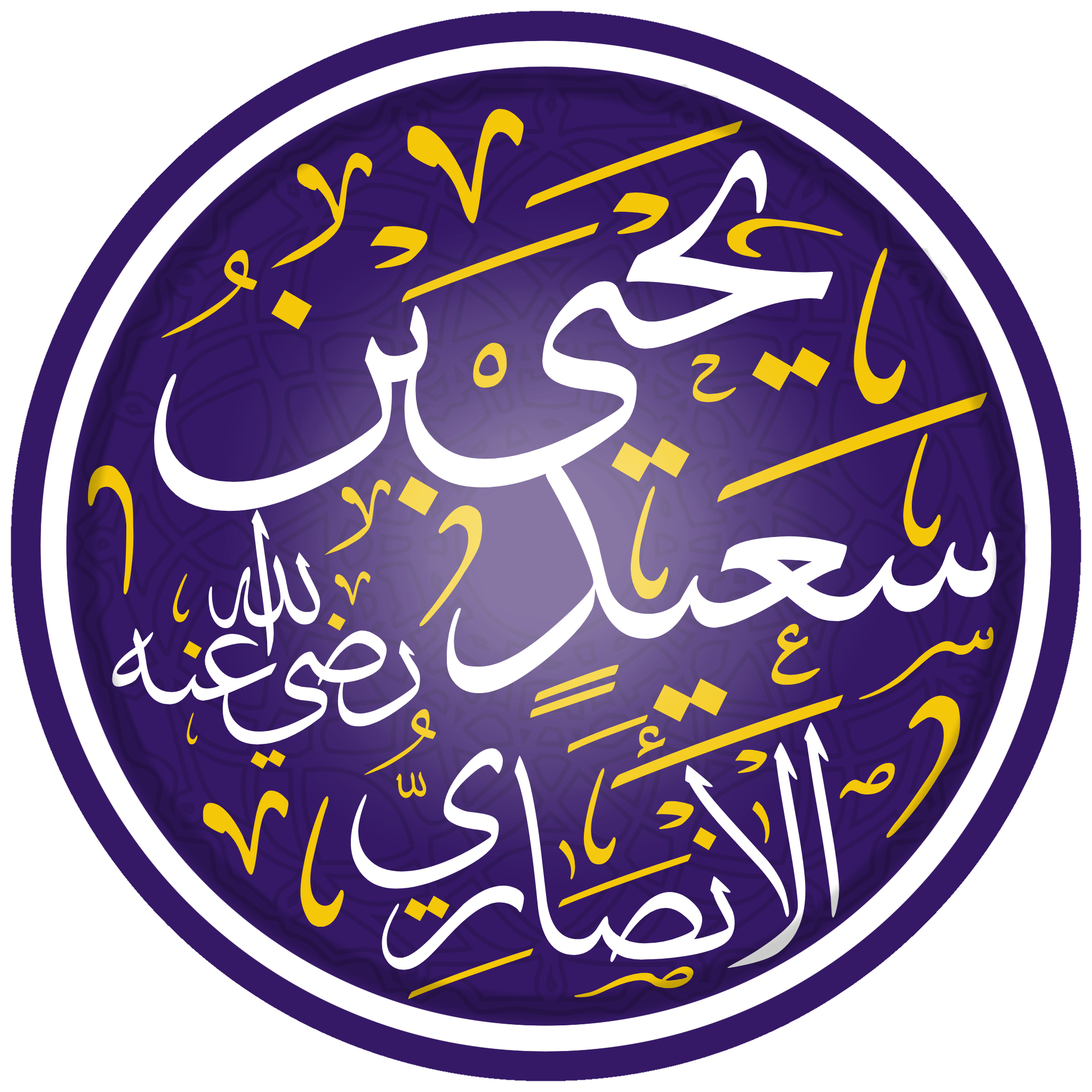
لُقِّبَ يحيى بن سعيد الأنصاري شيخ سفيان بن عيينة، بتلميذ الفقهاء السبعة، ويُصنَّف في الطبقة الثانية من فقهاء التابعين بالمدينة.

له شيوخ كثيرون أخذ عنهم العِلم، وتفقَّهَ على أيديهم، وكان مُعظَمُهُم من التابعين، حيث روى الحميدي عن ابنه عُيَيْنَة أنه قال: «أدركتُ سِتَّةً وثمَانِينَ تَابعِيًّا». ومن أشهر شيوخه:
- ابن شهاب الزهري
- عمرو بن دينار
- زياد بن علاقة
- الأسود بن قيس
- عبيد الله بن أبي يزيد
- عاصم بن أبي النجود
- أبو إسحاق السبيعي
- عبد الله بن دينار
- زيد بن أسلم
- عبد الملك بن عمير
- محمد بن المنكدر
- أبو الزبير
- حصين بن عبد الرحمن
- سالم أبي النضر
- عطاء بن السائب
- أيوب السختياني
- العلاء بن عبد الرحمن
- هشام بن عروة
- حميد الطويل
- يحيى بن سعيد الأنصاري
- أبو يعفور العبدي
- ابن عجلان
- ابن أبي ليلى
- سليمان الأعمش
- موسى بن عقبة
- سهيل بن أبي صالح
- حكيم بن جبي
- أبو الزناد عبد الله بن ذكوان
- إسماعيل بن محمد بن سعد
- أيوب بن موسى
- برد بن سنان
- بكر بن وائل
- بيان بن بشر
- سالم بن أبي حفصة
- أبو حازم الأعرج
- سَمِيّ مولى أبي صالح
- صدقة بن يسار
- صفوان بن سليم
- عاصم بن كليب الجرمي
- عبد الله بن أبي بكر بن حزم
- عبد الله بن طاووس

## تلاميذه

قال الشافعي:. وقال:.

يُعتبر سفيان بن عُيَيْنَة من كِبار العلماء في الإسلام، فكان له الكثير من التلاميذ الذين أخذوا عنه العِلم، وكتبوا عنه الحديث منذ سنة 142 هـ، وهو ابن 35 سنة. ومن أبرزهم:
- محمد بن إدريس الشافعي
- أحمد بن حنبل
- زهير بن معاوية
- حماد بن زيد
- إبراهيم بن سعد
- عبد الله بن المبارك
- عبد الرحمن بن مهدي
- يحيى القطان
- عبد الرزاق
- الحميدي
- سعيد بن منصور
- يحيى بن معين
- علي بن المديني
- إبراهيم بن بشار الرمادي
- أبو بكر بن أبي شيبة
- محمد بن عبد الله بن نمير
- إسحاق بن راهويه
- الحسن بن محمد الزعفراني
- الحسن بن الصباح البزار
- عبد الرحمن بن بشر بن الحكم
- محمد بن عاصم الثقفي
- علي بن حرب
- سعدان بن نصر
- زكريا بن يحيى المروزي
- بشر بن مطر
- الزبير بن بكار
- أحمد بن شيبان الرملي
- محمد بن عيسى بن حبان المدائني

قال الذهبي: «ولقد كان خلقٌ من طلبة الحديث يتكلفون الحج، وما المحرك لهم سِوى لُقي سفيان بن عيينة؛ لإمامته، وعلم إسناده».

## الآراء والأقوال فيه
نقل الذهبي الإجماع على الاحتجاج به قائلاً: «أحد الثقات الأعلام، أجمعت الأمة على الاحتجاج به».

### عند الخليفة
قال أبو الربيع النخاس: «تلقيت هارون أمير المؤمنين فسألني عن علية الهاشميين، ثم قال لي: ما فعل سيد الناس؟ قال: قلت: يا أمير المؤمنين، ومن سيد الناس غيرك؟ قال: سيد الناس سفيان بن عيينة».

### عند أهل السنة والجماعة
شهد كثير من العلماء والأئمة الثقات لسفيان بن عُيَيْنَة بالرِّيادة والإمامة في علوم الدين، وفيما يأتي طرف من أقوالهم فيه:
- قال مالك بن أنس: «رجل صاحب سنة».[67]
- قال الشافعي: «لولا مالك وسفيان بن عيينة لذهب علم الحجاز».[2][64] وقال: «ما أريت أحدًا أحسن تفسيرًا للحديث منه».[40] ومن أقواله أيضا: «تطلبت أحاديث الأحكام، فوجدتها كلها سوى ثلاثين حديثًا عند مالك، ووجدتها كلها سوى ستة أحاديث عند ابن عيينة».[64]
- قال أحمد بن حنبل: «ما أريت أحدًا أعلم بالسنن من ابن عيينة».[34] وقال: «ما رأينا نحن مثله».[34]
- قال أبو حنيفة: «جاءكم حافظُ علمِ عمرو بن دينار». قال سفيان: «فجاء الناس يسألونني عن عمر بن دينار، فأول من صيرني محدثاً أبو حنيفة».[18]
- قال عبد الله بن وهب: «ما رأيت أحدًا أعلم بكتاب الله من ابن عيينة».[40][68]
- قال أبو غسان النهدي: «ما كان أكيسه».[34]
- قال أحمد العجلي: «كان ابن عيينة ثبتًا في الحديث، وكان حديثه نحوًا من سبعة آلاف، ولم تكن له كتب».[40]
- قال بهز بن أسد: «ما رأيت مثل سفيان بن عيينة».[40][69]
- قال يحيى بن معين: «أثبت الناس في عمرو بن دينار ابن عيينة».[40][70]
- قال ابن مهدي: «عند ابن عيينة من معرفته بالقرآن وتفسير الحديث وغوصه على حروف متفرقة يجمعها ما لم يكن عند الثوري».[40][68] وقال: «كان ابن عيينة من أعلم الناس بحديث الحجاز».[40]
- قال سفيان الثوري لما سئل عن ابن عُيَيْنَة: «ذاك أَحَدُ الأَحَدِينَ».[د][69][71]
- قال يحيى القطان: «ما بقي من معلميَّ الذين تعلمت منهم غير سفيان بن عيينة، وهو إمام القوم منذ أربعين سنة».[69][71]
- قال علي بن المديني: «ما في أصحاب الزهري أحد أتقن من سفيان بن عيينة».[40] كما نقل إجماعًا في الثناء عليه، قائلاً: «أما أنا فإني أقدم سفيان بن عيينة... الذي سمع سماعا لا يشك فيه، ولم يتكلم فيه أحد، ولم يطعن فيه طاعن...».[72]
- قال بشر بن المفضل: «ما بقي على وجه الأرض أحد يُشبه سفيان بن عيينة».[69][71]
- قال نعيم بن حماد: «ما رأيت أحدًا أجمع لمتفرق من سفيان بن عيينة».[71]
- قال أبو حاتم الرازي: «سفيان بن عيينة، إمام، ثقة، كان أعلم بحديث عمرو بن دينار من شعبة. قال: وأثبت أصحاب الزهري هو ومالك».[22]
- قال عبد الرزاق: «ما رأيت بعد ابن جريج مثل ابن عيينة في حسن المنطق».[22]
- قال الذهبي: «كان سفيان  صاحب سنة واتباع».[60]

### عند الشيعة
يُعَدُّ سفيان بن عُيَيْنَة من رُوَّاة الحديث عند الشيعة، ويُعد من أصحاب الإمام جعفر الصادق. روى له محمد بن يعقوب الكليني في الكافي قرابة عشرين رواية، ووَثَّقه علي بن إبراهيم القمي، وقال عنه ابن داود الحلي: «ممدوحٌ، إلا أن البعض لم يوثقه». قال ابن طاوس: «وأما سفيان بن عيينة وسفيان الثوري فحالهما ظاهر في كونها ليسا من عدادنا». كما ذمَّه الكشي قائلاً: «ليس من أصحابنا ولا من عدادنا». بينما قال المجلسي: «ثقة إمامي».

### المؤاخذات عليه
- قال يحيى بن سعيد: «اشهدوا أن سفيان بن عيينة اختلط سنة سبع وتسعين، فمن سمع منه في هذه السنة وبعد هذا فسماعه لا شيء».[34]
- قال الذهبي: «كان سفيان مشهورًا بالتدليس، عمد إلى أحاديث رفعت إليه من حديث الزهري، فيحذف اسم من حدثه ويدلسها، إلا أنه لا يدلس إلا عن ثقة عنده».[22]

## وفاته

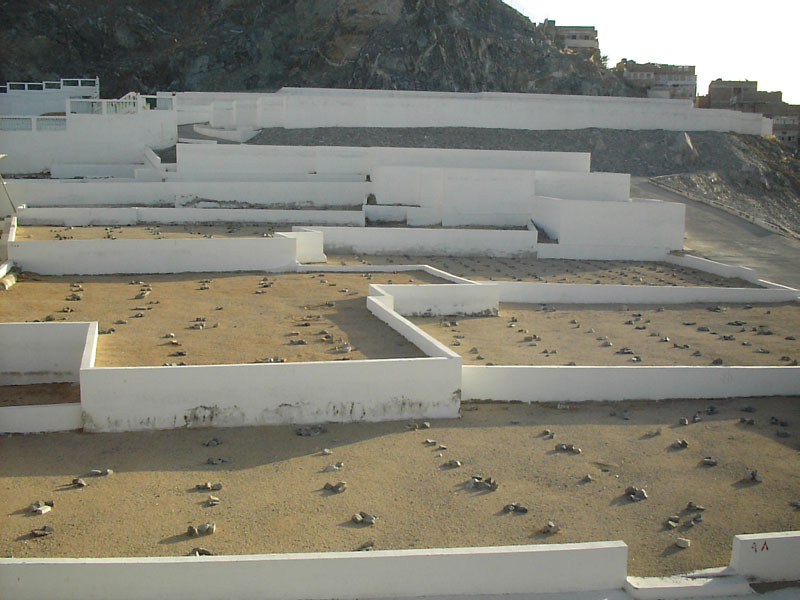
صورة لمقبرة الحجون (مقبرة المعلاة) التي دُفن فيها سفيان بن عُيَيْنَة.

### تاريخ وفاته
اختلف المؤرخون وأصحاب التراجم في سنة وفاته على قولين:
فالقول الأول وهو الأشهر والأرجح؛ لأن عليه أكثر المؤرخين، أنه توفي سنة 198 هجريّة، عشية السبت في آخر يوم من جمادى الآخرة. وقيل في أول يوم من رجب (ليلة السبت)، وله إحدى وتسعون سنة، ودُفن بالحَجُونِ.
والقول الثاني أنه توفي سنة 196 هجريّة.

### رثاؤه
رثاه ابن مناذر قائلاً:
قال الخُطَيم:
قال الأصمعي يرثي ابن عُيَيْنَة: